# Status quo ante bellum
A status quo ante bellum latin kifejezés. Jelentése: a háború után visszaáll a háborút megelőző állapot. A hadviselő felek egyike sem nyer vagy veszít területet, gazdasági vagy politikai jogokat.

## Példák
A status quo ante bellummal végződő háborúk egyik példája az 1812-es brit–amerikai háború.
Hasonló példát mutat Erdély II. világháborút követő helyzete: a határok 1946 augusztusában visszaálltak a háborút megelőző, a trianoni békeszerződésben rögzített állapotoknak megfelelően.